# Бесс (святой)
Бесс — святой мученик, воин Фивейского легиона. Дни памяти — 10 августа, 1 декабря.
Святой Бесс (итал. San Besso) почитается как один из воинов легендарного Фивейского Легиона, замученных за свою христианскую веру в III веке. Считается, что за исключением почитания святого Маврикия, командира легиона, почитание святого Бесса пользовалось более широкой популярностью, чем почитание иных святых, имена которых связаны с Фивейским Легионом. Святой Бесс почитаем по наши дни. Согласно преданию, пережив децимацию легиона, святой Бесс бежал в долину Конь. Там он посвятил себя обращению местных жителей в христианство.
Свидетельства о существовании святого Бесса не всегда ясны: его имя фактически отождествляется с двумя разными полулегендарными святыми с одним и тем же именем: один был мученическим епископом Ивреи, жившим в VIII веке, другой был отшельником с тем же именем, жившим в альпийском святилище близ Кампильи в долине Конь.
Со святым Бессом были связаны многочисленные предания. В бревиарии, датируемом 1473 годом, говорится, что святой Бесс принял мученическую смерть следующим образом: он был приглашён на пир каким-то жителем Пьемонта, укравшим скот, который теперь подавался в пищу. Когда святой Бесс узнал об этом, он осудил похитителей скота. Разгневанные воры погнались за ним и заставили перепрыгнуть через скалы Монте-Фотенио. Святой Бесс выжил, но затем был убит римскими легионерами, которые преследовали Фивейский Легион в Агоне. Эта скала сохраняет отпечаток, связанный со святым. Согласно местному преданию, святилище святого Бесса было построено на месте его мученичества. Оно и сегодня остается местом паломничества. В другой версии этой истории говорится, что святой спрятался в долине Коньи, прежде чем был убит римскими солдатами.
В 1912 году Роберт Герц, французский историк и антрополог, обнаружил в Конье другую версию кончину святого Бесса, которая была частью устного предания, передаваемой из поколения в поколение. Эта версия утверждает, что святой Бесс вовсе не был солдатом Фивейского Легиона, а был местным пастухом, настолько благочестивым, что Бог наградил его процветающим, тучным и здоровым стадом. Завидуя его процветанию, некоторые пастухи убили его, сбросив со скалы.